# 等容弛緩時間

心周期を表すウィガーズ図。グラフの上部に等容性弛緩期（isovolumic relaxation）が示されている。

等容弛緩時間（とうようしかんじかん、英: Isovolumic relaxation time、IVRT）とは、心周期において、大動脈弁が閉鎖する瞬間（即ち、心音のII音の大動脈弁成分（IIa）が聴取される時）から僧帽弁が開放して左室への血液の流入が始まる瞬間までの時間を表す。等容弛緩時間は左室の拡張機能障害の程度を測る指標となる。
等容弛緩時間を計測するにはドップラー心エコーと同時にMモードでの計測を行うか、もしくは心音図と僧帽弁口血流速波形（左室流入血流速波形）での計測を行う。
等容弛緩時間の延長は心筋の拡張能の低下を表す。正常範囲はおよそ70±12ミリ秒で、40代以上の年齢では更に10ミリ秒程度長くなる。左室拡張能に障害がある場合は、時として110ミリ秒を超えるまで延長することがある。但し左室流入血流の拘束型流入波形（restrictive ventricular filling）を認める場合は、等容弛緩時間は通常60ミリ秒以下である。